# San Miguel de Tucumán
San Miguel de Tucumán, zumeist kurz Tucumán genannt, ist die Hauptstadt der kleinsten argentinischen Provinz Tucumán im Nordwesten von Argentinien, 1.311 km von Buenos Aires entfernt. Sie liegt auf der rechten Seite des Flusses Salí (auch Río Dulce genannt). Sie hat 590.342 Einwohner (2022, INDEC). San Miguel de Tucumán ist die sechstgrößte Stadt Argentiniens und die wichtigste Stadt in der Region Norte Grande Argentino. Aufgrund ihres Wachstums erstreckt sich das Stadtgebiet auch auf umliegende Bezirke und bildet damit einen eigenen Ballungsraum, den fünftgrößten im Land.
Am 9. Juli 1816 wurde in dieser Stadt die Unabhängigkeitserklärung Argentiniens unterzeichnet. Deshalb wird die Stadt seit 1991 jährlich am 9. Juli auf Basis des Dekrets 81 symbolisch zur Hauptstadt des Landes erklärt. Aufgrund ihrer historischen Bedeutung trägt die Stadt den Beinamen Cuna de la Independencia Argentina (Wiege der argentinischen Unabhängigkeit); ein weiterer Spitzname der Stadt lautet El Jardín de la República (Garten der Republik).

## Herkunft des Namens
Die Stadt wurde 1565 als San Miguel de Tucumán y Nueva Tierra de Promisión gegründet. Die Herkunft des Namens Tucumán ist umstritten. Die Erklärung, der Name leite sich angeblich aus einem Quechua-Wort Yucuman ab („Ort, wo die Flüsse entspringen“), ist nicht haltbar. Eine andere Deutung leitet aus noch früherer Zeit her: Demnach sollen noch vor der Invasion der Inkas die Ureinwohner der Region, die Diaguitas, die Gegend nach ihrem damaligen Häuptling Tukma (Tukma-nao = Volk des Tukma) benannt haben. Eine dritte Herleitung bringt den Ursprung mit den ebenfalls in der Gegend lebenden Lule-Indianern in Verbindung, die das Land nach dem Käfer Tuku-Tuku benannt haben sollen: Tuku-tuku-manita bedeutet „Land, in dem der Tuku-Tuku (-Käfer) häufig vorkommt“.
Mit San Miguel ist der Erzengel Michael gemeint.

## Geschichte

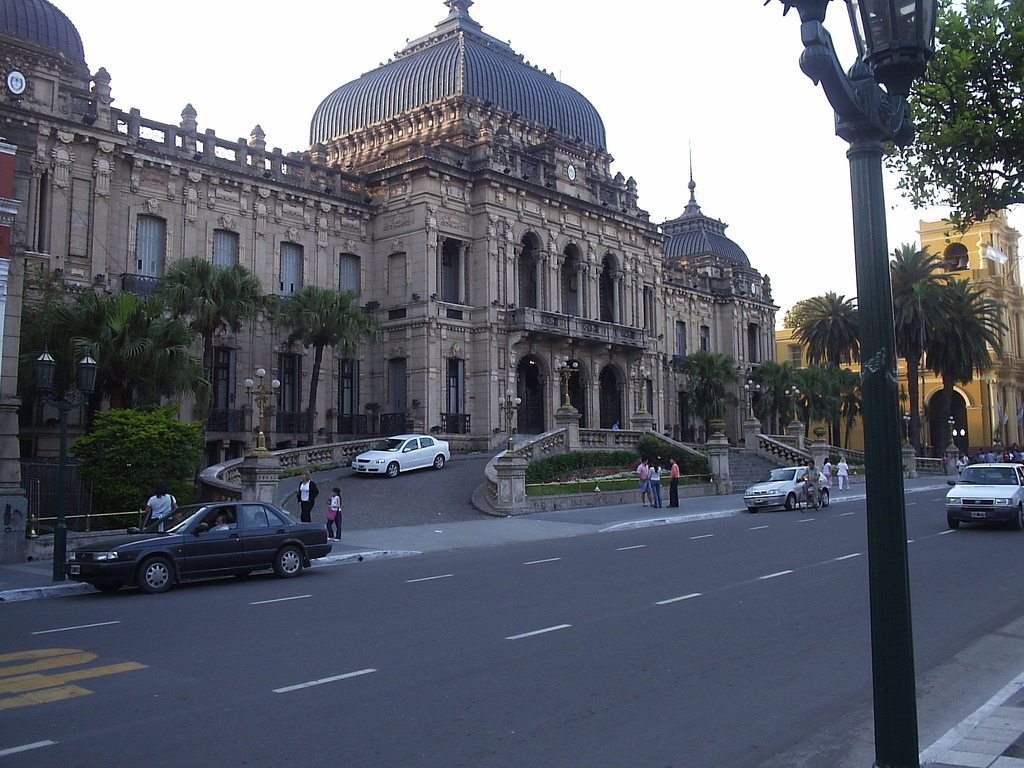
Gouverneurspalast in Tucumán

Siehe auch: Provinz Tucumán unter Geschichte.

### Stadtgründung
In präkolumbischer Zeit, das heißt vor der Entdeckung durch die spanischen Eroberer, waren die Einwohner des Gebietes der heutigen Provinz Tucumán stark von der Inka-Kultur beeinflusst. Die indigene Gruppe der Diaguitas-Calchaquíes besiedelte das bergreiche Gebiet des östlichen Tucumán.
1564, elf Jahre nach der Gründung der ältesten, durchweg bewohnten Stadt Santiago del Estero im Jahre 1553, wurde die Provinz Tucumán, Juríes y Diaguitas mit ihrer ersten Stadt Santigo del Estero gegründet.
Ein Jahr darauf, am 31. Mai 1565, gründete Diego de Villarroel die Stadt San Miguel de Tucumán y Tierra de Nueva Promisión in der Gegend von Ibatín (60 km südwestlich des Zentrums der heutigen Stadt). Aufgrund der streitsamen Indigenen und der schlechten Wasserqualität am ursprünglichen Gründungsort beschloss der Gouverneur Fernando de Mendoza y Mate de Luna am 29. September 1685 die Stadt zu verlegen und in der Gegend namens La Toma neuzugründen. Bis 1776 gehörte San Miguel de Tucumán zur Real Audiencia von Charcas im Vizekönigreich Peru. 1776 wurde Tucumán Teil des Vizekönigreichs des Río de la Plata. In kirchlicher Hinsicht gehörte Tucumán zum damals weit ausgedehnten Erzbistum La Plata o Charcas. Die Mission und die Seelsorge war den Jesuiten übertragen, die die Geschichte der Stadt bis zu ihrer Vertreibung 1767 maßgeblich prägten.
Der Gründungsplan entsprach dem im 16. und 18. Jahrhundert in Lateinamerika verbreiteten Plan, der aus einem regelmäßigen Schachbrett bestand, das bei der ersten Gründung (in der Gegend Ibatín) 7 × 7 Blöcke groß war. Es wurde bei der Neugründung auf 9 × 9 erweitert, mit einem zentralen Platz in der Mitte. In seinem Umkreis befanden sich die öffentliche Verwaltung (der Cabildo) und die religiösen Bauwerke (die Kirche, die Jesuitenkirche und das Kloster) – sowie die wichtigsten Häuser und Geschäfte.

### 19. Jahrhundert

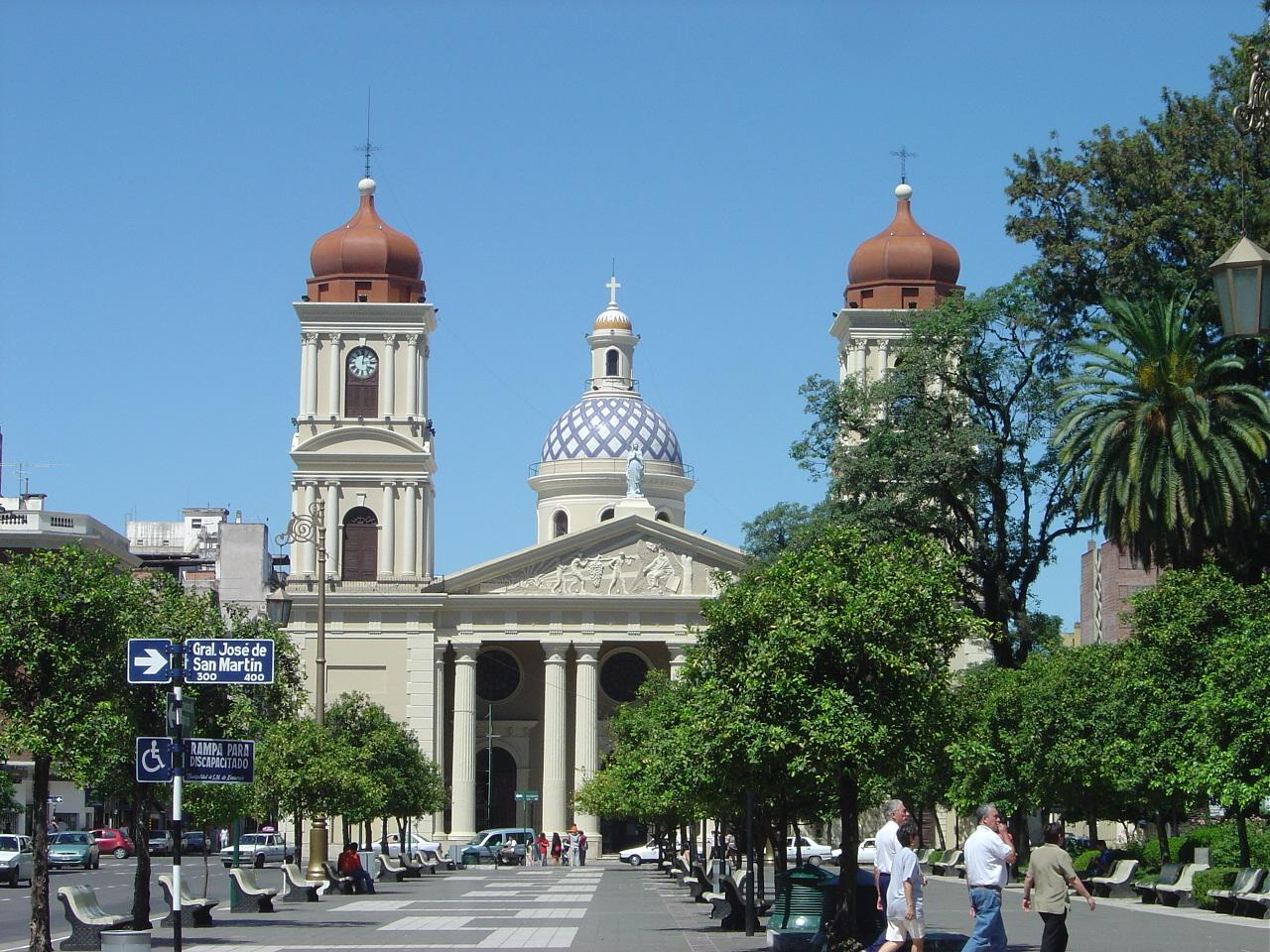
Kathedrale von Tucumán

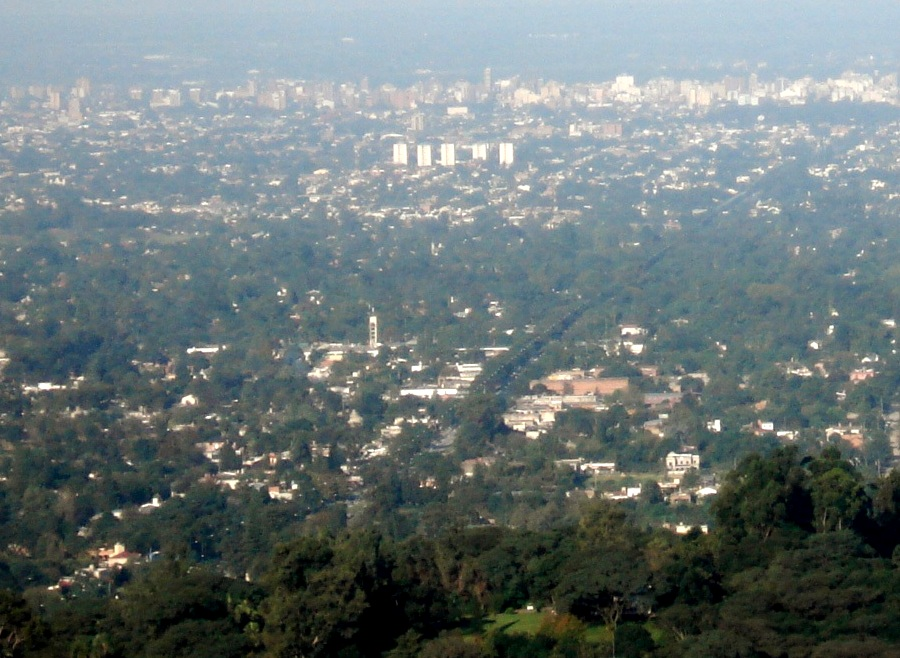
San Miguel de Tucumán

Nach den Geschehnissen des 25. Mai 1810 in Buenos Aires, als sich die Bürger der Stadt gegen den Vizekönig auflehnten, kam 1812 der General Manuel Belgrano nach Tucumán. Dort besiegte er am 24. September des gleichen Jahres in der Schlacht von Tucumán die königlichen Truppen. Vier Jahre und weitere Schlachten später wurde am 9. Juli 1816 durch den Kongress von Tucumán im heute Casa Histórica de la Independencia Argentina genannten Gebäude die Unabhängigkeit der Vereinigten Provinzen des Río de la Plata (Vorläufer Argentiniens) von Spanien erklärt.
Bis 1850 hatte sich die Stadt bereits über die ursprünglich geplanten und angelegten Grenzen erweitert und es wurde in den 1870er Jahren vorgeschlagen, das Stadtgebiet auszudehnen und durch Boulevards und die bis heute zentralen Alleen zu erweitern. Im Jahr 1870 wurde San Miguel de Tucumán an das Eisenbahnnetz angeschlossen. Seit Ende des 19. Jahrhunderts wurde die Stadt durch eine „Eisengürtel“ genannte Schienenführung verkehrstechnisch eingeschränkt, welches bis heute (Stand 2016) den Stadtverkehr behindert.
Im Zuge der Zuwanderungswellen nach Argentinien ließen sich in der Stadt unter anderem Spanier, Araber aus dem Osmanischen Reich (meist Libanesen), jüdische Pogromvertriebene aus Ostmitteleuropa und Russland und Italiener nieder.
1897 wurde Tucumán der Sitz des damals errichteten gleichnamigen Bistums. 1957 wurde es zum Erzbistum erhoben.

### 20. Jahrhundert
In den frühen 1900er Jahren wurden 400 Hektar für Parks in die Stadt eingegliedert (der sogenannte Parque 9 de Julio) und bildeten die erste Grünfläche in der Art der großen Parks von Paris und London. Bis 1930 vervielfachte die Stadt ihre Bevölkerung um das Zweieinhalbfache und die Vororte wuchsen, wodurch der heutige Großraum San Miguel de Tucumán konsolidiert wurde. Das städtische Profil änderte sich durch den Bau einiger hoher Gebäude.
Das 20. Jahrhundert war für die Stadt sehr wichtig, da renommierte Architekten, Ingenieure und Politiker wie Celestino Gelsi, César Pelli, José Padilla und Miguel Mario Campero am Bau der Stadt beteiligt waren. Ebenso wurden die Nationale Universität von Tucumán, die Flughäfen und weitere Bahnhöfe eingeweiht. Strom und Telefonie nahmen über die Jahrzehnte zu.
Im Rahmen politischer Unruhen während der Diktaturen von Juan Carlos Onganía, Roberto Marcelo Levingston und Alejandro Agustín Lanusse kam es in Tucumán zu Bevölkerungsunruhen (dem sogenannten Tucumanzo) und die Guerillagruppen Montoneros und ERP Revolutionäre Volksarmee traten in Erscheinung und verübten Attentate und Anschläge.

## Geografie
Die Stadt liegt etwas unterhalb der Sierra del Aconquija, einer östlichen Gebirgskette der Anden, und am Ufer des Flusses Salí.
Das Zentrum der Stadt liegt auf einer Höhe von 431 Metern über dem Meeresspiegel. Der Großraum von San Miguel de Tucumán erstreckt sich jedoch über verschiedene Geländeebenen: von den Ebenen und Tiefebenen von La Banda del Río Salí im Osten bis zu den hohen und rauen Bereichen des noblen Bezirks Yerba Buena.
Der Hauptstadtbezirk hat eine Fläche von 90 km², von denen der größte Teil urbanisiert ist. Das Stadtzentrum und seine Umgebung konzentrieren die meisten wichtigen kommerziellen, finanziellen und institutionellen Aktivitäten im gesamten Norden Argentiniens. Dieser Sektor, der durch vier Alleen begrenzt ist (Sarmiento im Norden, Avellaneda / Sáenz Peña im Osten, Roca im Süden, Alem / Mitre im Westen), die ein Rechteck von 14 Blöcke breit und 18 Blöcke lang bilden, ist auch der am dichtesten besiedelte Sektor.
Die Circunvalación-Autobahn, die durch den Osten der Stadt führt, ist eine schnelle Route, um die Stadt von Norden nach Süden oder umgekehrt zu durchqueren und das Betreten des Stadtgebiets zu vermeiden.
Tucumán hat zahlreiche Plätze, Parks und Fußgängerzonen. Der Parque 9 de Julio wurde von Carlos Thays als Hauptpromenade und grüne Lunge der Stadt entworfen. Er wurde anlässlich der Feierlichkeiten zum 100. Jahrestag der Unabhängigkeit Argentiniens am 9. Juli 1916 eingeweiht und verfügt über eine bedeutende Sammlung klassischer und romantischer Skulpturen, die in Paris in Eisen geschmiedet wurden. Darin befindet sich das Ende des 17. Jahrhunderts erbaute Kolonialhaus, das Bischof José Eusebio Colombres (Prälat, der 1821 erstmals die Herstellung von Zucker versuchte) gehörte. Ebenfalls im Westen der Stadt befinden sich die Parks Guillermina und Avellaneda.
Wichtig Fußgängerzonen sind die Mendoza Straße, die Muñecas Straße und der Paseo de la Independencia (der neben der Casa Histórica verläuft).
San Miguel de Tucumán hat mehrere Plätze: der wichtigste und älteste (in der Kolonialzeit Plaza Mayor und Plaza de Armas) im historischen Zentrum der Stadt ist die Plaza Independencia, gefolgt von der Plaza Urquiza, der Plaza Belgrano (Ort, an dem 1812 die Schlacht von Tucumán ausgetragen wurde), die Plaza San Martín und die Plaza Rivadavia (heute Plaza de los Decididos de Tucumán), die Plaza Yrigoyen und die Plaza Alberdi (vor dem Bahnhof Mitre).

## Bevölkerung
55 Prozent der Provinzbevölkerung von Tucumán leben in San Miguel und der nächsten Umgebung, etwa 90 Prozent leben im weiteren Einzugsgebiet im Tiefland an einer Nord-Süd-Achse von etwa 80 Kilometern Länge zwischen El Cadillal und Juan B. Alberdi.
Laut der Volkszählung von 2010 hat San Miguel de Tucumán 800.000 Einwohner. 9 Vorstädte wie Banda del Río Salí, Alderetes, Lastenia, Yerba Buena, El Manantial und andere große Stadtteile wie Lomas de Tafí bilden dieses städtische Agglomeration. Prognosen zufolge wird die Stadt Tafí Viejo in den kommenden Jahren Teil des Großraums San Miguel de Tucumán werden.

## Wirtschaft
Der Zuckeranbau der Provinz konzentriert sich rund um die Hauptstadt San Miguel de Tucumán. Neben der Agrarwirtschaft ist die Energiebranche mit Unternehmen wie GASNOR und REFINOR und die Nahrungsmittelindustrie mit den Unternehmen Arcor, Quilmes und Coca-Cola ein entscheidender Wirtschaftsfaktor der Region. Ein wichtiges ausländisches Unternehmen in der direkten Nähe von San Miguel de Tucumán ist der Lastwagen-Produzent Scania. In der Umgebung von San Miguel de Tucumán befindet sich das weltweit größte Anbaugebiet von Zitronen. 50 % des Exportwertes kommen aus dem Zitronenöl, dessen Hauptabnehmer The Coca-Cola Company ist.
Der Hauptwirtschaftszweig der Stadt sind die Dienstleistungen, darunter Handel und Tourismus. Die öffentliche Verwaltung ist ein wichtiger Arbeitgeber. In San Miguel de Tucumán sind die wichtigsten Unternehmen des Landes mit Filialen vertreten, einige haben dort ihren Hauptsitz. Auch deshalb ist die Provinz Tucumán eine der reichsten Provinzen Argentiniens. Viele Niederlassungen von Unternehmen, darunter nationale und internationale Banken, befinden sich in der Straße San Martín und ihrer Umgebung, diese Gegend wird daher „City de Tucumán“ genannt. Die Calle 25 de Mayo ist eine Einkaufsstraße. Im noblen Stadtteil Yerba Buena stehen vier der sechs Einkaufszentren der Stadt, dort gibt es auch zahlreiche Cafés, Restaurants, Bars, Brauereien und Hotels. 

## Bildung
San Miguel de Tucumán besitzt zwei staatliche Universitäten (Universidad Nacional de Tucumán, gegründet 1914 sowie die Universidad Tecnologica Nacional – Facultad Regional Tucumán), eine Katholische Universität (Universidad del Norte Santo Tomás de Aquino, gegründet 1965), und eine Private Universität (Universidad de San Pablo-T) die auch überregionale Bedeutung haben.

## Verkehr

### Straßenverkehr
Rund um Tucumán zieht sich eine Umgehungs-Autobahn. Die Stadt ist weiterhin mit mehreren Städten im Nordwesten und Nordosten sowie mit der Pampa-Region durch Nationalstraßen verbunden. Die wichtigste von ihnen ist die Ruta Nacional 9, auch Panamericana genannt (sie ist ein Teil des Panamericana-Straßennetzwerks, dessen Hauptachse durch Chile führt), die von Buenos Aires über Rosario, Córdoba, Santiago del Estero, Tucumán, Salta und San Salvador de Jujuy bis in die Grenzstadt zu Bolivien, La Quiaca, führt.

### Schienenverkehr

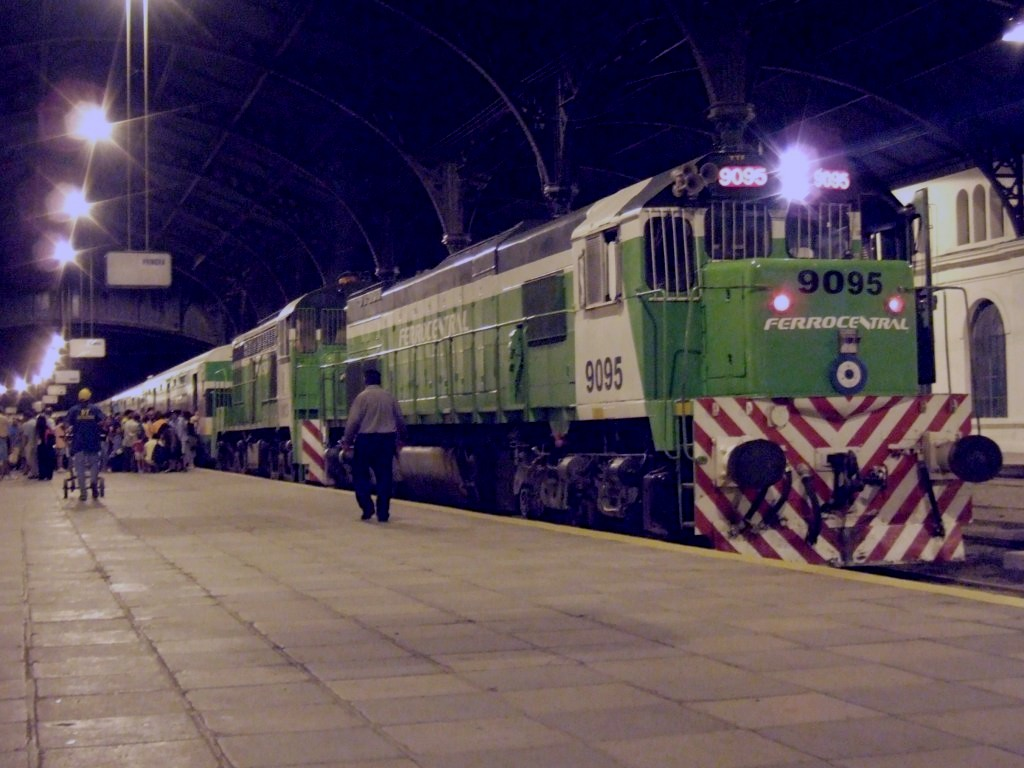
Zug Buenos Aires–Tucumán im Bahnhof von San Miguel de Tucumán

Tucumán war früher ein bedeutendes Zentrum des argentinischen Schienenverkehrs. In Tafí Viejo befand sich ein großes, inzwischen stillgelegtes Eisenbahnwerk. Heute ist der Passagierverkehr mit Ausnahme der Strecke nach Buenos Aires zum Erliegen gekommen.

### Nah- und Fernverkehr
Der öffentliche Personennahverkehr wird von Bussen abgewickelt, die auch in die umliegenden Orte fahren.
Der Busbahnhof liegt zwei Kilometer östlich des Stadtzentrums. Von hier wird der größte Teil des Personen-Fernverkehrs sowie ein Teil des Nahverkehrs abgewickelt.

### Luftverkehr
Der Flughafen Aeropuerto Internacional Teniente General Benjamín Matienzo liegt östlich der Stadt nahe dem Vorort Alderetes. Von ihm aus gibt es Flugverbindungen nach Buenos Aires und Córdoba.

## Klimatabelle
Das Klima ist gemäß der Köppen-Klimaklassifikation subfeucht (Cwa). Es zeichnet sich durch heiße und feuchte Sommer aus, und trockene und kühle Winter. Frühling und Herbst sind warm, im Allgemeinen mit kühlen Winden aus dem Süden. Die Temperaturen in diesen Jahreszeiten liegen ungefähr bei 25 °C, im Sommer können sie 40 °C überschreiten und im Winter können sie auf 0 °C oder weniger fallen.
|                       | Jan  | Feb  | Mär  | Apr  | Mai  | Jun  | Jul  | Aug  | Sep  | Okt  | Nov  | Dez  |   |      |
| Mittl. Tagesmax. (°C) | 30,3 | 28,9 | 27,0 | 23,8 | 21,1 | 18,1 | 18,5 | 21,6 | 23,4 | 27,4 | 28,4 | 29,8 | ⌀ | 24,8 |
| Mittl. Tagesmin. (°C) | 20,7 | 20,0 | 19,0 | 15,7 | 12,0 | 8,6  | 7,5  | 9,2  | 11,5 | 15,7 | 17,8 | 19,7 | ⌀ | 14,8 |
|                       |      |      |      |      |      |      |      |      |      |      |      |      |   |      |
| Niederschlag (mm)     | 211  | 188  | 168  | 66   | 23   | 13   | 10   | 10   | 15   | 64   | 107  | 163  | Σ | 1038 |
|                       |      |      |      |      |      |      |      |      |      |      |      |      |   |      |
| Sonnenstunden (h/d)   | 7,6  | 7,2  | 6,3  | 5,6  | 5,6  | 5,2  | 6,1  | 6,4  | 6,7  | 6,8  | 6,5  | 5,2  | ⌀ | 6,3  |
|                       |      |      |      |      |      |      |      |      |      |      |      |      |   |      |
| Regentage (d)         | 10   | 10   | 9    | 9    | 3    | 2    | 3    | 2    | 3    | 5    | 7    | 10   | Σ | 73   |
|                       |      |      |      |      |      |      |      |      |      |      |      |      |   |      |
| Luftfeuchtigkeit (%)  | 75   | 77   | 81   | 82   | 80   | 78   | 72   | 64   | 62   | 62   | 68   | 73   | ⌀ | 72,8 |

| 20,7 |

| 20,0 |

| 19,0 |

| 15,7 |

| 12,0 |

| 8,6 |

| 7,5 |

| 9,2 |

| 11,5 |

| 15,7 |

| 17,8 |

| 19,7 |

| 20,7 |

| 20,0 |

| 19,0 |

| 15,7 |

| 12,0 |

| 8,6 |

| 7,5 |

| 9,2 |

| 11,5 |

| 15,7 |

| 17,8 |

| 19,7 |

## Söhne und Töchter der Stadt
- Gregorio Aráoz de La Madrid (1795–1857), Militärführer und Politiker
- Juan Bautista Alberdi (1810–1884), Politiker und Schriftsteller
- Nicolás Avellaneda (1837–1885), Präsident von Argentinien zwischen 1874 und 1880
- Julio Argentino Roca (1843–1914), Präsident Argentiniens (1880–86 und 1898–1904)
- Ricardo Rojas (1882–1957), Schriftsteller
- Raúl Prebisch (1901–1986), Entwicklungsökonom
- Alfredo Poviña (1904–1986), Soziologe
- Miguel Montero (1922–1975), Tangosänger
- Marga López (1924–2005), Schauspielerin
- César Pelli (1926–2019), argentinisch-US-amerikanischer Architekt der Petronas Towers in Kuala Lumpur
- Elvira Orphée (1930–2018), Schriftstellerin
- Tomás Eloy Martínez (1934–2010), Journalist und Schriftsteller
- Mercedes Sosa (1935–2009), Folkloresängerin
- Jaime Torres (1938–2018), Musiker
- Miguel Ángel Estrella (1940–2022), Pianist
- Quique Ojeda (* 1940), Tangosänger
- Tullio Treves (* 1942), italienischer Jurist und Richter am Internationalen Seegerichtshof
- Pedro Raúl Villagra Delgado (* 1952), Diplomat
- Ana Gloria Moya (1954–2013), Schriftstellerin und Rechtsanwältin
- Eduardo Alonso-Crespo (* 1956), Komponist und Dirigent
- Luis Molina (* 1959), Rugbyspieler
- Mario Lucca (* 1961), argentinisch-chilenischer Fußballspieler
- Carlos Alberto Sánchez (* 1963), römisch-katholischer Geistlicher und Erzbischof von Tucumán
- Florencia Romano (* 1970), Fußballschiedsrichterin
- Nora Köppel (* 1972), Gewichtheberin
- Carlos Chaile (* 1975), Fußballspieler
- Diego Alejandro Ruiz Scheuschner (* 1980), Fußballspieler
- Emmanuel Lucenti (* 1984), Judoka
- Cristián Díaz (* 1986), Fußballspieler
- Guillermo Durán (* 1988), Tennisspieler
- Nicolás Sánchez (* 1988), Rugby-Union-Spieler
- Roberto Pereyra (* 1991), Fußballspieler
- Victoria Sauze (* 1991), Hockeyspielerin
- Alexis Canelo (* 1992), Fußballspieler
- Sebastián Palacios (* 1992), Fußballspieler
- Matías Kranevitter (* 1993), Fußballspieler

## Städtepartnerschaften
San Miguel de Tucumán listet folgende fünf Partnerstädte auf:
| Stadt                   | Land                   | seit |
| ----------------------- | ---------------------- | ---- |
| Concepción              | Bío-Bío, Chile         | 2013 |
| Erfurt                  | Thüringen, Deutschland | 1993 |
| Nof HaGalil             | Nordbezirk, Israel     | 1995 |
| Santa Cruz de la Sierra | Santa Cruz, Bolivien   | 1997 |
| Sucre                   | Chuquisaca, Bolivien   | 2012 |